# Tomasz Ciesielski (piłkarz)
Tomasz Ciesielski (ur. 2 maja 1979 w Inowrocławiu) – polski piłkarz grający na pozycji obrońcy.

## Życiorys
Tomasz Ciesielski jest wychowankiem Unii Janikowo. Z niej trafił do Elany Toruń, a w 1999 roku ściągnęła go I-ligowa Polonia Warszawa.
W barwach stołecznego zespołu zadebiutował w Ekstraklasie - Polonia wygrała 31 lipca spotkanie z Dyskobolią Grodzisk 1:0. Pierwszą bramkę dla Czarnych Koszul zdobył 10 października w meczu Pucharu Ligi z Wisłą Kraków (2:2), natomiast pierwszego gola w Ekstraklasie Ciesielski strzelił 1 kwietnia 2000 r. w meczu z Lechem Poznań (5:0). W pierwszym sezonie występów w Polonii Ciesielski zdobył mistrzostwo kraju oraz Puchar Ligi.
Rok później Polonia z obrońcą w składzie zdobyła Puchar Polski(2:1, 2:2 z Górnikiem Zabrze w finale) oraz Superpuchar (4:2 z Amicą Wronki).
Latem 2002 roku Ciesielski przeniósł się na zasadzie wypożyczenia do Widzewa Łódź. W jego barwach zadebiutował 3 sierpnia z Odrą Wodzisław (0:0). Na wiosnę powrócił do Polonii Warszawa, gdzie rozegrał jeszcze 4 mecze ligowe.
W 2003 roku przeszedł do Unii Janikowo. W sezonie 2003/04 Unia zajęła 2. miejsce w III lidze i rozegrała dwumecz barażowy o awans do II ligi – przegrała go ze Stasiakiem Opoczno 0:0, 0:2.
Wiosną 2005 roku przeszedł do Kujawiaka Włocławek, w którym zadebiutował 20 marca w spotkaniu z Podbeskidziem (3:1). Z klubem z Włocławka zajął 8. miejsce w lidze.
Na kolejny sezon Ciesielski przeniósł się do Zawiszy Bydgoszcz, w którym zadebiutował 27 sierpnia w meczu z Piastem Gliwice (1:0). Spędził tam tylko pół roku, po czym ponownie związał się z Unią Janikowo. Pomimo przegranego dwumeczu barażowego o awans do II ligi z Polonią Bytom (0:0, 0:1) Unia uzyskała promocję po wycofaniu się z rozgrywek Kanii Gostyń.
Latem 2007 roku przeszedł do występującego w Ekstraklasie Zagłębia Sosnowiec, w którym zadebiutował 27 sierpnia w meczu z Ruchem Chorzów (0:1). Łącznie rozegrał w nim 10 ligowych meczów.
Przed sezonem 2008/09 podpisał umowę z KSZO Ostrowiec Św. Zadebiutował w nim 2 sierpnia w spotkaniu ze Stalą Poniatowa (2:0), a pierwszą bramkę zdobył 9 sierpnia z Okocimskim Brzesko (5:1). KSZO zajęło 1. miejsce w lidze i awansowało do I ligi.
Od sezonu 2010/11 Ciesielski jest już zawodnikiem I-ligowego Dolcanu Ząbki. Pierwszy mecz w barwach tej drużyny rozegrał 31 lipca z GKS-em Katowice (1:1). Pierwszą bramkę dla Dolcanu zdobył 14 września 2011 roku w wyjazdowym meczu z Arką Gdynia, jednak mimo to, jego zespół przegrał 3:1. Przez 2 lata, od 2010 do 2012 roku był podstawowym defensorem drużyny z Ząbek. Przez ten czas rozegrał łącznie 60 oficjalnych spotkań w barwach Dolcanu. Latem 2012 roku do drużyny z Ząbek dołączyło kilku nowych piłkarzy, którzy, jak się później okazało, byli wzmocnieniami podstawowej jedenastki zespołu trenera Roberta Podolińskiego. W sezonie 2012/13 stracił miejsce w podstawowym składzie na rzecz Piotra Klepczarka i stał się rezerwowym. Do końca rundy jesiennej, Tomasz Ciesielski rozegrał tylko trzy ligowe spotkania.
W następnych sezonach występował w drużynach Siarki Tarnobrzeg, Orlicza Suchedniów i Łysicy Bodzentyn.

## Kariera piłkarska
| Sezon       | Klub               | Liga               | Mecze | Bramki |
| ----------- | ------------------ | ------------------ | ----- | ------ |
| 1997/98     | Unia Janikowo      |                    | ?     | ?      |
| 1998/99     | Elana Toruń        |                    | ?     | ?      |
| 1999/00     | Polonia Warszawa   | I liga             | 20    | 1      |
| 2000/01     | Polonia Warszawa   | I liga             | 25    | 0      |
| 2001/02     | Polonia Warszawa   | I liga             | 17    | 0      |
| 2002/03 (j) | Widzew Łódź        | I liga             | 12    | 0      |
| 2002/03 (w) | Polonia Warszawa   | I liga             | 4     | 0      |
| 2003/04     | Unia Janikowo      | III liga           | ?     | ?      |
| 2004/05 (j) | Unia Janikowo      | III liga           | ?     | ?      |
| 2004/05 (w) | Kujawiak Włocławek | II liga            | 15    | 0      |
| 2005/06 (j) | Zawisza Bydgoszcz  | II liga            | 2     | 0      |
| 2005/06 (w) | Unia Janikowo      | III liga           | ?     | ?      |
| 2006/07     | Unia Janikowo      | II liga            | 27    | 0      |
| 2007/08     | Zagłębie Sosnowiec | Orange Ekstraklasa | 10    | 0      |
| 2008/09     | KSZO Ostrowiec     | II liga            | 30    | 2      |
| 2009/10     | KSZO Ostrowiec     | I liga             | 30    | 0      |
| 2010/11     | Dolcan Ząbki       | I liga             | 29    | 0      |
| 2011/12     | Dolcan Ząbki       | I liga             | 28    | 1      |
| 2012/13 (j) | Dolcan Ząbki       | I liga             | 3     | 0      |
| 2012/13 (w) | Siarka Tarnobrzeg  | II liga            | 12    | 0      |
| 2013/14 (j) | Orlicz Suchedniów  | IV liga            | ?     | ?      |
| 2013/14 (w) | Łysica Bodzentyn   | III liga           | 14    | 2      |
| 2014/15 (j) | Łysica Bodzentyn   | III liga           | 3     | 0      |

## Kariera reprezentacyjna
W kadrze narodowej Ciesielski rozegrał jeden mecz – 10 lutego 2002 roku wystąpił w wygranym 2:1 spotkaniu z reprezentacją Wysp Owczych.
| l.p. | Data           | Miejsce  | Przeciwnik  | Rezultat | Rozgrywki  | Grał   | Uwagi | Raport |
| ---- | -------------- | -------- | ----------- | -------- | ---------- | ------ | ----- | ------ |
| 1.   | 10 lutego 2002 | Limassol | Wyspy Owcze | 2-1      | towarzyski | do 45' |       |        |